# Marshall C. Yovits
Marshall C. Yovits (* 16. Mai 1923 in Brooklyn; † 4. Mai 2018 in Deerfield, Illinois) war ein US-amerikanischer Physiker und Informatiker.
Yovits studierte am Union College in Schenectady mit dem Bachelor-Abschluss in Physik 1944. Danach arbeitete er für das National Advanced Committee for Aeronautics in Langley Field, Virginia. Er setzte sein Studium am Union College mit dem Master-Abschluss 1948 fort und wurde 1951 an der Yale University in Physik promoviert. Von 1948 bis 1950 war er auch Instructor in Yale. Nach seiner Promotion ging er an die Johns Hopkins University an das Labor für Angewandte Physik und von 1956 bis 1966 arbeitete er für das Office of Naval Research in Washington, D.C., wo er die Abteilung Informationssysteme einrichtete. Von 1962 bis 1966 leitete er außerdem die Military Operations Research Society.
1966 wurde er Professor und Vorstand der Fakultät für Informatik der Ohio State University und war dort Direktor des Computer and Information Science Research Center. 1980 ging er an die Indiana University-Purdue University (IUPUI) in Indianapolis als Dekan der School of Science, was er bis 1988 blieb. Bis zu seiner Emeritierung 1993 war er dort auch Professor für Informatik.
Von 1971 bis 1994 gab er die Buchreihe Advances in computers der Academic Press heraus.
1989 erhielt er den Computer Pioneer Award. Er erhielt einen Outstanding Performance Award und einen Superior Civilian Service Award der US Navy. Er wurde 1996 zum Fellow der Association for Computing Machinery gewählt.